# Olifante de Gastón IV

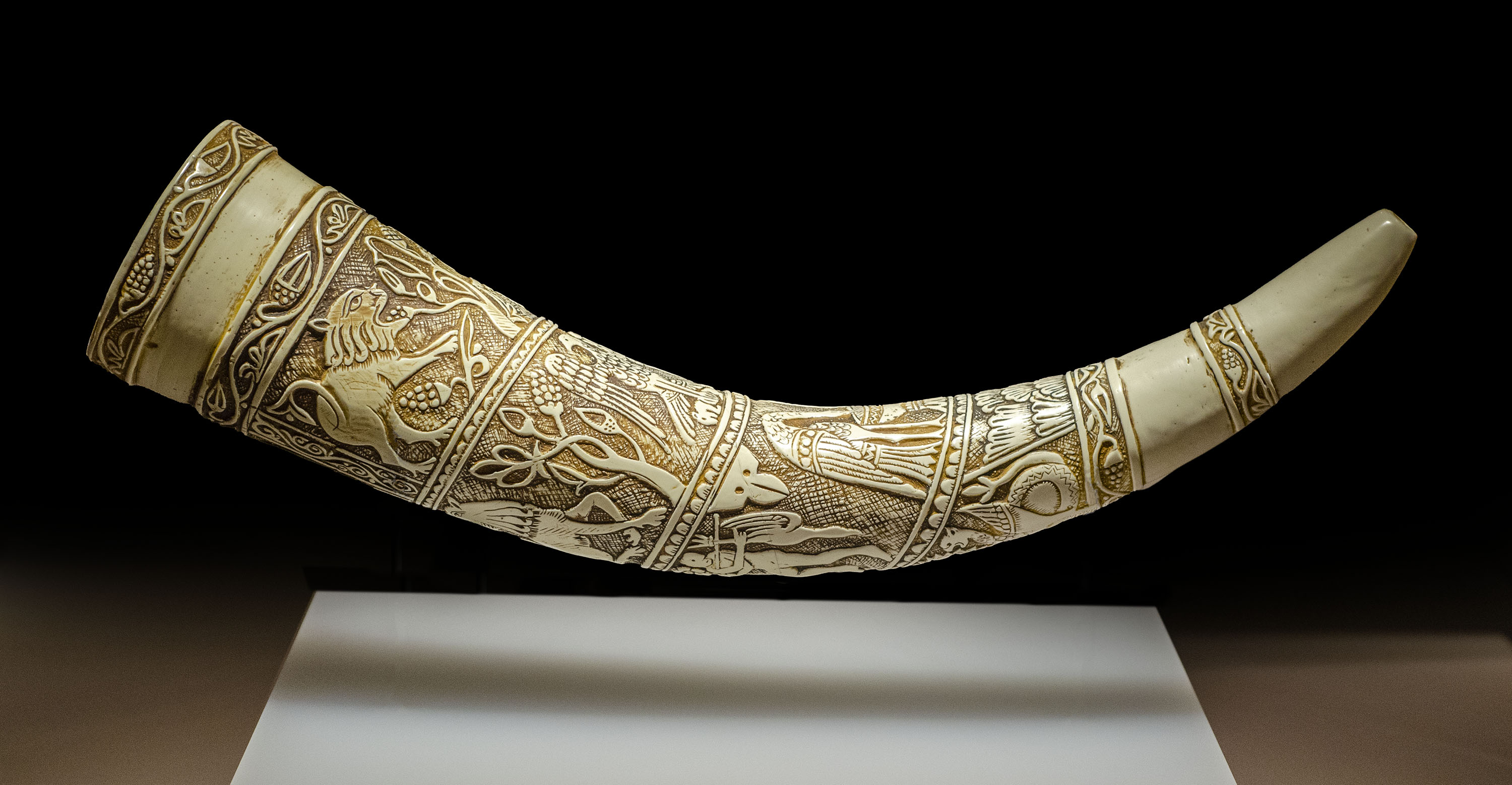
Olifante de Gastón en Zaragoza

El olifante de Gastón IV es un instrumento de viento que data del siglo XI y que perteneció a Gastón IV de Bearn, vizconde de Bearn desde 1090 hasta su muerte en 1131, y que participó en la Primera Cruzada y lideró la conquista de Zaragoza para Alfonso I de Aragón.
La decoración del olifante representa los trabajos de Hércules.
Tras su muerte en el año 1131, ocurrida durante una incursión en tierras valencianas, a manos de los musulmanes, su olifante se depositó en el altar de la iglesia de Santa María la Mayor de Zaragoza, en la que además se enterró su cuerpo decapitado, conservándose actualmente en el llamado Museo Pilarista.
Los olifantes son instrumentos de viento tallados en un colmillo de elefante que utilizaban los caballeros durante la Edad Media haciéndolos sonar como señal de aviso. A menudo se denomina erróneamente «cuerno» a este instrumento.

## Características
- Material: marfil de elefante.
- Largo: 56 cm.
- Ancho: 12 cm.
- Olifante de origen bizantino, elaborado con técnica árabe.[cita requerida]
- Contiene bajorrelieves con figuras de animales, humanas y con motivos geométricos.